# Indiana Jones Adventure World
 Indiana Jones Adventure World fue un juego de aventuras para la red social Facebook, lanzado en 2011. Es el primer juego realizado por el estudio de desarrollo de Zynga en Boston, compuesto por desarrolladores de Conduit Labs y Floodgate Entertainment. Adventure World se hizo originalmente independiente de Indiana Jones, pero después de que se anunció que Zynga había llegado a un acuerdo con Lucasfilm para llevar a Indy a Adventure World. El personaje de Indiana Jones aparece en cameos fuera de pantalla. El 29 de noviembre de 2011, Indiana Jones se agregó al juego en un capítulo dedicado al personaje llamado "Calendar of the Sun". En este momento, el título fue cambiado a Indiana Jones Adventure World. Hal Barwood, coescritor y codiseñador de Indiana Jones and the Fate of Atlantis y escritor y diseñador de Indiana Jones y la Máquina Infernal trabajó en Indiana Jones Adventure World en el área del diseño narrativo. El escritor de juegos Jonathon Myers ha brindado apoyo narrativo a raíz de la contribución de Hal Barwood. 
Indiana Jones Adventure World fue uno de una serie de títulos cerrados por Zynga a finales de 2012 como parte de una medida de reducción de costos.

## Trama
El juego está ambientado en los años treinta en América Central. El personaje principal es un hombre o una mujer que se acaba de unir a la Sociedad de Aventura y establece un campamento base en un esfuerzo por explorar ruinas antiguas. 

## Gameplay
El objetivo de Indiana Jones Adventure World es lograr objetivos explorando mapas. Uno de los mapas, "Calendar of the Sun", permite al jugador formar equipo con un Indiana Jones no jugable para buscar el objeto mítico que puede controlar el tiempo. 
El jugador depende de la energía, la aventura en efectivo, las monedas y los objetivos.